# Hanifah Walidah
Hanifah Walidah, née à New York, est une poétesse, rappeuse, chanteuse et comédienne et militante LGBT américaine. Elle est considérée comme l'une des figures féminines qui fonde le mouvement poétique dans le hip-hop new-yorkais. Tout au long de sa carrière, elle joue, inspire et collabore avec des artistes comme The Vibe Khameleons, Brooklyn Funk Essentials, Alex Kid, Mike Ladd, et Antipop Consortium.

## Biographie
Hanifah est originaire de New York. Durant les premiers temps de sa carrière, Hanifah se joint au groupe Brooklyn Funk Essentials dans les années 1990 sous le nom de scène Shä-Key. En 1994, Shä-Key publie l’album A Head Nädda’s Journey To Adidi Skizm, produit par Earl Blaize, mêlant hip-hop expérimental, musique soul et human beatbox.
En 2005, la chanson Pick It Up d'Alexkid avec Stefan Goldmann, Alexis Mauri et Hanifah Walidah est incluse dans la compilation 24 Hours in Paris. En 2007, elle s'associe avec le groupe d'electro français St-Lô,,. En 2009, elle réalise un documentaire, intitulé U People, sur la question du genre lors de l’enregistrement du clip de la chanson Make a Moove. Pour Hanifah, il s'agit d'un « l'un des plus grands accomplissements » de sa vie.
En 2012, elle part en tournée avec son groupe St-Lô au festival TransMusicales. À la fin de 2012, le groupe publie son premier album, Room 415, bien accueilli par la presse spécialisée. Stéphane Davet du journal Le Monde explique : « Belle histoire que celle de ce trio de Lorientais croisant un jour la route de la poète et chanteuse new-yorkaise Hanifah Walidah (… ) Entre rugosité blues, verve rap politisée et profondeur soul, le chant de Miss Walidah rayonne d'autant plus que son énergie de performeuse irradie la scène. Derrière leurs machines, les Français distillent ce qu'il faut de nappes mélancoliques et de punch électro pour transformer en triomphe cette rencontre transmusicale . »

## Discographie
- Adidi - The Unrocked Story (avec Earl Blaize)
- A Headnadda's Journey to Adidi Skizm